# Campeonato Mundial de Ajedrez 1948
El Campeonato Mundial de Ajedrez de 1948 fue un torneo jugado en La Haya y Moscú para determinar el campeón mundial después del fallecimiento en 1946 del poseedor del título, Alexandre Alekhine, entre Mijaíl Botvínnik, Vasili Smyslov, Paul Keres, Samuel Reshevsky y Max Euwe; se consagró nuevo campeón Botvínnik. 

## Desarrollo del torneo
Tras la muerte de Alekhine, la FIDE asume la organización de los campeonatos mundiales de ajedrez y promueve en 1948 un gran torneo por el título mundial, con sus propias reglas. El torneo reúne a los cinco ajedrecistas más fuertes de la época: Mijaíl Botvínnik, Vassily Smyslov, Paul Keres, Samuel Reshevsky y Max Euwe. También fue invitado Reuben Fine, pero rechazó la invitación. 
Cada jugador debía jugar cinco partidas con el resto de los competidores. El torneo comenzó el 2 de marzo de 1948 en La Haya, y tras disputarse diez rondas se trasladó a Moscú en Rusia. El 17 de mayo de 1948 Botvínnik se proclamó vencedor.
Al margen del resultado, el torneo tuvo una importancia transcendental en el mundo del ajedrez. El título de Campeón del Mundo dejaba de ser propiedad del campeón y la FIDE pasaba a organizar el ciclo de torneos del que habría de salir el retador del campeón del mundo. Los campeones aceptaban estas normas. Más que dueños de la corona, era la FIDE quien les reconocía como campeones del mundo.

## Clasificación final
| Puesto | Nombre           | 1         | 2         | 3         | 4         | 5         | Total |
| ------ | ---------------- | --------- | --------- | --------- | --------- | --------- | ----- |
| 1      | Mijaíl Botvínnik | –         | ½ ½ 1 ½ ½ | 1 1 1 1 0 | 1 ½ 0 1 1 | 1 ½ 1 ½ ½ | 14    |
| 2      | Vasili Smyslov   | ½ ½ 0 ½ ½ | –         | 0 0 ½ 1 ½ | ½ ½ 1 ½ ½ | 1 1 0 1 1 | 11    |
| 3      | Paul Keres       | 0 0 0 0 1 | 1 1 ½ 0 ½ | –         | 0 ½ 1 0 ½ | 1 ½ 1 1 1 | 10½   |
| 4      | Samuel Reshevsky | 0 ½ 1 0 0 | ½ ½ 0 ½ ½ | 1 ½ 0 1 ½ | –         | 1 ½ ½ 1 1 | 10½   |
| 5      | Max Euwe         | 0 ½ 0 ½ ½ | 0 0 1 0 0 | 0 ½ 0 0 0 | 0 ½ ½ 0 0 | –         | 4     |